# Birger Wasenius
Birger Adolf Wasenius (* 7. Dezember 1911 in Helsinki; † 2. Januar 1940) war ein finnischer Eisschnellläufer.
Wasenius stieß Mitte der 1930er Jahre in die Weltspitze vor. Bei den Olympischen Spielen 1936 in Garmisch-Partenkirchen errang er Bronze über 1500 Meter und Silber über 5000 und 10.000 Meter hinter dem dominierenden Eisschnellläufer der 1930er Jahre aus Norwegen, Ivar Ballangrud.
1934, 1936 und 1937 errang der Finnlandschwede die Silbermedaille bei den Mehrkampfweltmeisterschaften. Er unterlag dabei stets einem Norweger; erst Bernt Evensen, dann Ivar Ballangrud und zuletzt Michael Staksrud. Bei der Weltmeisterschaft 1939 im heimischen Helsingfors (finnisch Helsinki) reichte es für Wasenius dann schließlich zur Goldmedaille.
Bei den Mehrkampf-Europameisterschaften errang Wasenius einmal die Silbermedaille (1933) sowie zweimal die Bronzemedaille (1935 und 1937) und unterlag dabei ebenfalls wie bei den Weltmeisterschaften – aber in anderer Reihenfolge – den gleichen norwegischen Konkurrenten. 1936 wurde er als finnlandschwedischer Sportler des Jahres mit Finlandssvenska bragdmedaljen geehrt. Er wurde auf die „Liste von 50 bedeutenden Sportlern im schwedischsprachigen Finnland“ (Svenskfinlands 50 största idrottshjältar genom tiderna) gewählt, einer 2020 von Svenska Yle veröffentlichten Bestenliste.
Wasenius war der letzte Weltmeister vor dem Zweiten Weltkrieg. Er wurde ein Jahr nach seinem Titelgewinn im Winterkrieg zwischen Finnland und Russland auf einer Insel im Ladogasee getötet. Sein Grab befindet sich auf dem Friedhof Hietaniemi in seiner Heimatstadt.

## Persönliche Bestzeiten
| Strecke  | Zeit        | Datum            | Ort                    |
| -------- | ----------- | ---------------- | ---------------------- |
| 500 m    | 43,4 s      | 5. Februar 1938  | Davos                  |
| 1500 m   | 2:18,2 min  | 31. Januar 1937  | Davos                  |
| 3000 m   | 4:55,7 min  | 30. Januar 1937  | Davos                  |
| 5000 m   | 8:21,3 min  | 31. Januar 1937  | Davos                  |
| 10.000 m | 17:28,2 min | 14. Februar 1936 | Garmisch-Partenkirchen |